# William John McGee

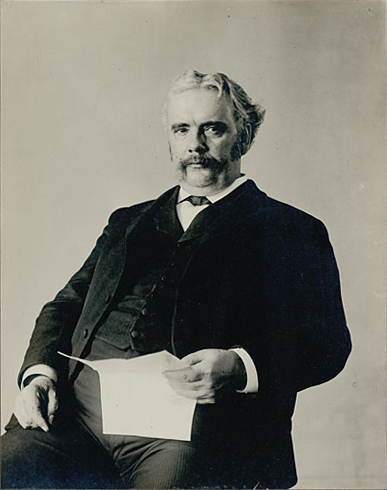
William John McGee

William John McGee (* 17. April 1853 im Dubuque County, Iowa; † 4. September 1912) war ein US-amerikanischer Erfinder, Geologe, Anthropologe und Ethnologe.

## Leben
In seiner Jugend arbeitete McGee auf einer Farm und in einer Hufschmiede, dann auch als Landvermesser. Als Autodidakt eignete er sich gründliche Kenntnisse in Latein und höherer Mathematik an. Anfang der 1870er Jahre zog er nach Farley, in der Nähe von Dubuque. Dort erfand er einige mechanische Vorrichtungen, insbesondere Verbesserungen an landwirtschaftlichen Geräten, die er patentieren ließ. In dieser Zeit wandte er seine Aufmerksamkeit auch der Geologie und Archäologie zu.
Von 1877 bis 1881 führte er in einem Gebiet von über 44.000 km² im nordöstlichen Iowa eine topographische und geologische Kartierung durch, die vor allem der Erforschung der Löss-Ablagerungen im Tal des Mississippi diente. Hierbei handelte es sich um die größte Landesaufnahme, die jemals auf eigene Kosten von einem Amateur durchgeführt wurde. Darüber hinaus untersuchte er die großen quartären Seen in Nevada und Kalifornien, sowie eine vor kurzem erfolgte Verwerfung am Meeresabhang des mittleren Atlantiks. 1881 wurde er als Geologe beim United States Geological Survey (USGS) angenommen.
Von 1883 bis 1893 war er für die Tätigkeiten des USGS in der atlantischen Küstenebene verantwortlich. In dieser Funktion stellte er viele geologische Karten zusammen und führte in einem Gebiet von über 777.000 km² eigene Geländearbeiten durch. In zahlreichen Publikationen etablierte er verschiedene neue Grundlagen in der Glaziologie und der allgemeinen Geologie, und 1887 vertrat er den USGS auf dem Internationalen Geologischen Kongress in Berlin. Ein Jahr zuvor hatte er die Auswirkungen des Erdbebens von Charleston untersucht.
Von 1893 bis 1903 leitete McGee das Bureau of American Ethnology in Washington und erforschte die Seri-Indianer auf der Haifischinsel im Golf von Kalifornien.
Darüber hinaus war McGee Gastprofessor für Anthropologie an der State University of Iowa, amtierender Vorsitzender der American Association for the Advancement of Science (1897–98), Vorsitzender der Anthropological Society of Washington (1897–99), Vizepräsident (1998–99) und Präsident (1904–05) der National Geographic Society, erster Vorsitzender der American Anthropological Association (1902–04) und Vizepräsident des Ordicalogical Institute of America. Er gründete die Columbia Historical Society und war erster Herausgeber der Geological Society of America. Als Anthropologe befasste sich McGee mit den Anfängen der Landwirtschaft, der Domestikation von Haustieren, der Ehe, und vielem mehr.
Auf der Weltausstellung von 1904 in St. Louis leitete McGee die anthropologische Abteilung.

## Werke
- The Pleistocene History of Northeastern Iowa, 1889.
- The Geology of Chesapeake Bay, 1888.
- The Siouan Indians, 1895, archive.org.
- Primitive Trephining, 1897.
- The Seri Indians, 1899.
- Primitive Numbers, 1901.
- Soil Erosion, 1911.
- Wells and Subsoil Water, 1913.